# 1099-1090 v.Chr.
De jaren 1099-1090 v.Chr. (van de christelijke jaartelling) zijn een decennium in de 11e eeuw v.Chr..

## Gebeurtenissen

### Egypte
- 1098 v.Chr. - Ambachtslieden maken meer gebruik van ijzer - vooral voor zwaarden - in het Egyptische leger.
- 1090 v.Chr. - Het Egyptische Rijk is zwak en verwaarloosd. De Hoge Priesters van Amon in Thebe worden machtiger.

<< · 1099-1090 · 1089-1080 · 1079-1070 · 1069-1060 · 1059-1050 · 1049-1040 · 1039-1030 · 1029-1020 · 1019-1010 · 1009-1000 · >>